# Nigeria ai Giochi della XXXI Olimpiade
La Nigeria ha partecipato ai Giochi della XXXI Olimpiade, che si sono svolti a Rio de Janeiro, Brasile, dal 5 al 21 agosto 2016, con una delegazione di 71 atleti impegnati 10 discipline. Portabandiera alla cerimonia di apertura è stata la tennistavolista Olofunke Oshonaike, alla sua sesta Olimpiade.
L'unica medaglia conquistata dalla Nigeria in questa edizione dei Giochi è quella di bronzo vinta nel torneo maschile di calcio.

## Medaglie
| Medaglia | Nome    | Sport  | Evento          |
| -------- | ------- | ------ | --------------- |
| Bronzo   | Nigeria | Calcio | Torneo maschile |